# Imperatriz
Imperatriz, amtlich Município de Imperatriz, ist eine Gemeinde in der brasilianischen Nordostregion im Bundesstaat Maranhão. Die Bevölkerung wurde zum 1. Juli 2020 auf 259.337 Einwohner geschätzt, die Imperatrizenser genannt werden und auf einer Gemeindefläche von rund 1369 km² leben.
Sie ist Zentrum der aus 22 Munizipien bestehenden Metropolregion Sudoeste Maranhense.

## Geschichte
Sie wurde im Jahre 1852 unter dem Namen Colônia Militar de Santa Tereza do Tocantins gegründet. 1856 wurde sie zu Ehren der Kaiserin (Imperatriz) Theresia Christina umbenannt. 1924 wurden die Stadtrechte erteilt.
Aufgrund der fehlenden Infrastruktur und Anbindung verlief die Entwicklung sehr schleppend. Erst mit der Fertigstellung der Fernstraße BR-010 Belém-Brasília im Jahre 1962 erfolgte ein stürmisches Wachstum.
Imperatriz entwickelte sich nach São Luís zur zweitwichtigsten Stadt des Bundesstaates. Heute ist die Stadt das regionale Zentrum im Dreieck Tocantins, Pará und Maranhão. Sie ist Sitz des katholischen Bistums Imperatriz. Der Flughafen Imperatriz befindet sich im südöstlichen Teil der Stadt.
Die Stadt lebt in erster Linie von Handel und Dienstleistungen, Industrie ist kaum vorhanden.

## Kommunalverwaltung
Stadtpräfekt (Bürgermeister) ist seit der Kommunalwahl in Brasilien 2020 für die Amtszeit von 2021 bis 2024 Assis Ramos (Franciso de Assis Andrade Ramos) von den Democratas (DEM).
Die Legislative wird von einem 21-köpfigen Stadtrat ausgeübt, den vereadores der Câmara Municipal.

## Kultur
Die Jugendserie Wieder 15 spielt in Imperatriz.

## Söhne und Töchter der Gemeinde
- Romário Pereira Sipião (* 1985), Fußballspieler
- Guilherme Milhomem Gusmão (* 1988), Fußballspieler
- Marlon Zanotelli (* 1988), Springreiter
- Welington Morais (* 1996), Kugelstoßer
- Rayssa Leal (* 2008), Skateboarderin, Olympionikin